# Tour of Mediterrennean 2018
La 1re édition du Tour of Mediterrennean a eu lieu du 2 au 4 mars 2018. Elle fait partie du calendrier UCI Europe Tour 2018 en catégorie 2.2. La course est remportée par le Turc Onur Balkan, également vainqueur de deux étapes.

## Étapes
| Étape     | Date   | Villes étapes   | type            | Distance (km) | Vainqueur d'étape | Leader du classement général |
| --------- | ------ | --------------- | --------------- | ------------- | ----------------- | ---------------------------- |
| 1re étape | 2 mars | Antakya – Adana | étape vallonnée | 196           | Timur Malieiev    | Timur Malieiev               |
| 2e étape  | 3 mars | Adana – Mersin  | étape vallonnée | 122           | Onur Balkan       | Timur Malieiev               |
| 3e étape  | 4 mars | Mersin – Mersin | étape de plaine | 116           | Onur Balkan       | Onur Balkan                  |

## Déroulement de la course

### 1reétape
| \| Classement de l'étape \| Classement de l'étape \| Classement de l'étape \| Classement de l'étape \| Classement de l'étape \| \| Coureur \| Coureur \| Pays \| Équipe \| Temps \| \| --------------------- \| --------------------- \| --------------------- \| ---------------------------- \| --------------------- \| \| 1er \| Timur Malieiev \| Ukraine \| Lviv Cycling Team \| 4 h 51 min 26 s \| \| 2e \| Siarhei Papok \| Biélorussie \| Minsk Cycling Club \| + 0 s \| \| 3e \| Dylan Page \| Suisse \| Team Sapura Cycling \| + 0 s \| \| 4e \| Norman Vahtra \| Estonie \| Cycling Tartu \| + 0 s \| \| 5e \| Vadim Galeyev \| Kazakhstan \| Astana City \| + 0 s \| \| 6e \| Batuhan Özgür \| Turquie \| Torku Şekerspor \| + 0 s \| \| 7e \| Nikolai Shumov \| Biélorussie \| Minsk Cycling Club \| + 0 s \| \| 8e \| Samir Jabrayilov \| Azerbaijan \| Synergy Baku Cycling Project \| + 0 s \| \| 9e \| Stanislau Bazhkou \| Biélorussie \| Minsk Cycling Club \| + 0 s \| \| 10e \| Daniel Habtemichael \| Érythrée \| Eritel \| + 0 s \| |                     |             |                              |                 |
| |                     |             |                              |                 |
| Source : ProCyclingStats |                     |             |                              |                 |
| Classement de l'étape |                     |             |                              |                 |
| Coureur | Coureur             | Pays        | Équipe                       | Temps           |
| 1er | Timur Malieiev      | Ukraine     | Lviv Cycling Team            | 4 h 51 min 26 s |
| 2e | Siarhei Papok       | Biélorussie | Minsk Cycling Club           | + 0 s           |
| 3e | Dylan Page          | Suisse      | Team Sapura Cycling          | + 0 s           |
| 4e | Norman Vahtra       | Estonie     | Cycling Tartu                | + 0 s           |
| 5e | Vadim Galeyev       | Kazakhstan  | Astana City                  | + 0 s           |
| 6e | Batuhan Özgür       | Turquie     | Torku Şekerspor              | + 0 s           |
| 7e | Nikolai Shumov      | Biélorussie | Minsk Cycling Club           | + 0 s           |
| 8e | Samir Jabrayilov    | Azerbaijan  | Synergy Baku Cycling Project | + 0 s           |
| 9e | Stanislau Bazhkou   | Biélorussie | Minsk Cycling Club           | + 0 s           |
| 10e | Daniel Habtemichael | Érythrée    | Eritel                       | + 0 s           |

| \| Classement général \| Classement général \| Classement général \| Classement général \| Classement général \| \| Coureur \| Coureur \| Pays \| Équipe \| Temps \| \| ------------------ \| ------------------- \| ------------------ \| ---------------------------- \| ------------------ \| \| 1er \| Timur Malieiev \| Ukraine \| Lviv Cycling Team \| 4 h 51 min 16 s \| \| 2e \| Siarhei Papok \| Biélorussie \| Minsk Cycling Club \| + 4 s \| \| 3e \| Dylan Page \| Suisse \| Team Sapura Cycling \| + 6 s \| \| 4e \| Norman Vahtra \| Estonie \| Cycling Tartu \| + 10 s \| \| 5e \| Vadim Galeyev \| Kazakhstan \| Astana City \| + 10 s \| \| 6e \| Batuhan Özgür \| Turquie \| Torku Şekerspor \| + 10 s \| \| 7e \| Nikolai Shumov \| Biélorussie \| Minsk Cycling Club \| + 10 s \| \| 8e \| Samir Jabrayilov \| Azerbaijan \| Synergy Baku Cycling Project \| + 10 s \| \| 9e \| Stanislau Bazhkou \| Biélorussie \| Minsk Cycling Club \| + 10 s \| \| 10e \| Daniel Habtemichael \| Érythrée \| Eritel \| + 10 s \| |                     |             |                              |                 |
| |                     |             |                              |                 |
| Source : ProCyclingStats |                     |             |                              |                 |
| Classement général |                     |             |                              |                 |
| Coureur | Coureur             | Pays        | Équipe                       | Temps           |
| 1er | Timur Malieiev      | Ukraine     | Lviv Cycling Team            | 4 h 51 min 16 s |
| 2e | Siarhei Papok       | Biélorussie | Minsk Cycling Club           | + 4 s           |
| 3e | Dylan Page          | Suisse      | Team Sapura Cycling          | + 6 s           |
| 4e | Norman Vahtra       | Estonie     | Cycling Tartu                | + 10 s          |
| 5e | Vadim Galeyev       | Kazakhstan  | Astana City                  | + 10 s          |
| 6e | Batuhan Özgür       | Turquie     | Torku Şekerspor              | + 10 s          |
| 7e | Nikolai Shumov      | Biélorussie | Minsk Cycling Club           | + 10 s          |
| 8e | Samir Jabrayilov    | Azerbaijan  | Synergy Baku Cycling Project | + 10 s          |
| 9e | Stanislau Bazhkou   | Biélorussie | Minsk Cycling Club           | + 10 s          |
| 10e | Daniel Habtemichael | Érythrée    | Eritel                       | + 10 s          |

### 2eétape
| \| Classement de l'étape \| Classement de l'étape \| Classement de l'étape \| Classement de l'étape \| Classement de l'étape \| \| Coureur \| Coureur \| Pays \| Équipe \| Temps \| \| --------------------- \| --------------------- \| --------------------- \| --------------------- \| --------------------- \| \| 1er \| Onur Balkan \| Turquie \| Torku Şekerspor \| 2 h 43 min 32 s \| \| 2e \| Batuhan Özgür \| Turquie \| Torku Şekerspor \| + 0 s \| \| 3e \| Yunus Emre Yılmaz \| Turquie \| Brisaspor \| + 0 s \| \| 4e \| Siarhei Papok \| Biélorussie \| Minsk Cycling Club \| + 0 s \| \| 5e \| Ahmet Örken \| Turquie \| Salcano Sakarya \| + 0 s \| \| 6e \| Andrey Prostokishin \| Russie \| \| + 0 s \| \| 7e \| Maksym Vasyliev \| Ukraine \| Lviv Cycling Team \| + 0 s \| \| 8e \| Dylan Page \| Suisse \| Team Sapura Cycling \| + 0 s \| \| 9e \| Mikiel Habtom \| Érythrée \| Eritel \| + 0 s \| \| 10e \| Grigoriy Shtein \| Kazakhstan \| Apple Team \| + 0 s \| |                     |             |                     |                 |
| |                     |             |                     |                 |
| Source : ProCyclingStats |                     |             |                     |                 |
| Classement de l'étape |                     |             |                     |                 |
| Coureur | Coureur             | Pays        | Équipe              | Temps           |
| 1er | Onur Balkan         | Turquie     | Torku Şekerspor     | 2 h 43 min 32 s |
| 2e | Batuhan Özgür       | Turquie     | Torku Şekerspor     | + 0 s           |
| 3e | Yunus Emre Yılmaz   | Turquie     | Brisaspor           | + 0 s           |
| 4e | Siarhei Papok       | Biélorussie | Minsk Cycling Club  | + 0 s           |
| 5e | Ahmet Örken         | Turquie     | Salcano Sakarya     | + 0 s           |
| 6e | Andrey Prostokishin | Russie      |                     | + 0 s           |
| 7e | Maksym Vasyliev     | Ukraine     | Lviv Cycling Team   | + 0 s           |
| 8e | Dylan Page          | Suisse      | Team Sapura Cycling | + 0 s           |
| 9e | Mikiel Habtom       | Érythrée    | Eritel              | + 0 s           |
| 10e | Grigoriy Shtein     | Kazakhstan  | Apple Team          | + 0 s           |

| \| Classement général \| Classement général \| Classement général \| Classement général \| Classement général \| \| Coureur \| Coureur \| Pays \| Équipe \| Temps \| \| ------------------ \| ------------------ \| ------------------ \| ------------------- \| ------------------ \| \| 1er \| Timur Malieiev \| Ukraine \| Lviv Cycling Team \| 7 h 34 min 48 s \| \| 2e \| Onur Balkan \| Turquie \| Torku Şekerspor \| + 0 s \| \| 3e \| Siarhei Papok \| Biélorussie \| Minsk Cycling Club \| + 4 s \| \| 4e \| Batuhan Özgür \| Turquie \| Torku Şekerspor \| + 4 s \| \| 5e \| Dylan Page \| Suisse \| Team Sapura Cycling \| + 6 s \| \| 6e \| Yunus Emre Yılmaz \| Turquie \| Brisaspor \| + 6 s \| \| 7e \| Ahmet Örken \| Turquie \| Salcano Sakarya \| + 10 s \| \| 8e \| Norman Vahtra \| Estonie \| Cycling Tartu \| + 10 s \| \| 9e \| Mikiel Habtom \| Érythrée \| Eritel \| + 10 s \| \| 10e \| Vadim Galeyev \| Kazakhstan \| Astana City \| + 10 s \| |                   |             |                     |                 |
| |                   |             |                     |                 |
| Source : ProCyclingStats |                   |             |                     |                 |
| Classement général |                   |             |                     |                 |
| Coureur | Coureur           | Pays        | Équipe              | Temps           |
| 1er | Timur Malieiev    | Ukraine     | Lviv Cycling Team   | 7 h 34 min 48 s |
| 2e | Onur Balkan       | Turquie     | Torku Şekerspor     | + 0 s           |
| 3e | Siarhei Papok     | Biélorussie | Minsk Cycling Club  | + 4 s           |
| 4e | Batuhan Özgür     | Turquie     | Torku Şekerspor     | + 4 s           |
| 5e | Dylan Page        | Suisse      | Team Sapura Cycling | + 6 s           |
| 6e | Yunus Emre Yılmaz | Turquie     | Brisaspor           | + 6 s           |
| 7e | Ahmet Örken       | Turquie     | Salcano Sakarya     | + 10 s          |
| 8e | Norman Vahtra     | Estonie     | Cycling Tartu       | + 10 s          |
| 9e | Mikiel Habtom     | Érythrée    | Eritel              | + 10 s          |
| 10e | Vadim Galeyev     | Kazakhstan  | Astana City         | + 10 s          |

### 3eétape
| \| Classement de l'étape \| Classement de l'étape \| Classement de l'étape \| Classement de l'étape \| Classement de l'étape \| \| Coureur \| Coureur \| Pays \| Équipe \| Temps \| \| --------------------- \| --------------------- \| --------------------- \| ---------------------------- \| --------------------- \| \| 1er \| Onur Balkan \| Turquie \| Torku Şekerspor \| 2 h 32 min 58 s \| \| 2e \| Batuhan Özgür \| Turquie \| Torku Şekerspor \| + 0 s \| \| 3e \| Maksim Sukhov \| Russie \| Marathon-Tula \| + 0 s \| \| 4e \| Siarhei Papok \| Biélorussie \| Minsk Cycling Club \| + 0 s \| \| 5e \| Nikolai Shumov \| Biélorussie \| Minsk Cycling Club \| + 0 s \| \| 6e \| Norman Vahtra \| Estonie \| Cycling Tartu \| + 0 s \| \| 7e \| Vadim Galeyev \| Kazakhstan \| Astana City \| + 0 s \| \| 8e \| Oğuzhan Tiryaki \| Turquie \| \| + 0 s \| \| 9e \| Samir Jabrayilov \| Azerbaijan \| Synergy Baku Cycling Project \| + 0 s \| \| 10e \| Dylan Page \| Suisse \| Team Sapura Cycling \| + 0 s \| |                  |             |                              |                 |
| |                  |             |                              |                 |
| Source : ProCyclingStats |                  |             |                              |                 |
| Classement de l'étape |                  |             |                              |                 |
| Coureur | Coureur          | Pays        | Équipe                       | Temps           |
| 1er | Onur Balkan      | Turquie     | Torku Şekerspor              | 2 h 32 min 58 s |
| 2e | Batuhan Özgür    | Turquie     | Torku Şekerspor              | + 0 s           |
| 3e | Maksim Sukhov    | Russie      | Marathon-Tula                | + 0 s           |
| 4e | Siarhei Papok    | Biélorussie | Minsk Cycling Club           | + 0 s           |
| 5e | Nikolai Shumov   | Biélorussie | Minsk Cycling Club           | + 0 s           |
| 6e | Norman Vahtra    | Estonie     | Cycling Tartu                | + 0 s           |
| 7e | Vadim Galeyev    | Kazakhstan  | Astana City                  | + 0 s           |
| 8e | Oğuzhan Tiryaki  | Turquie     |                              | + 0 s           |
| 9e | Samir Jabrayilov | Azerbaijan  | Synergy Baku Cycling Project | + 0 s           |
| 10e | Dylan Page       | Suisse      | Team Sapura Cycling          | + 0 s           |

## Classements finals

### Classement général final
La course est remportée par le Turc Onur Balkan, également vainqueur des deuxième et troisième étapes.
| \| Classement général \| Classement général \| Classement général \| Classement général \| Classement général \| \| Coureur \| Coureur \| Pays \| Équipe \| Temps \| \| ------------------ \| ------------------ \| ------------------ \| ---------------------------- \| ------------------ \| \| 1er \| Onur Balkan \| Turquie \| Torku Şekerspor \| 10 h 07 min 36 s \| \| 2e \| Batuhan Özgür \| Turquie \| Torku Şekerspor \| + 8 s \| \| 3e \| Timur Malieiev \| Ukraine \| Lviv Cycling Team \| + 12 s \| \| 4e \| Siarhei Papok \| Biélorussie \| Minsk Cycling Club \| + 14 s \| \| 5e \| Dylan Page \| Suisse \| Team Sapura Cycling \| + 16 s \| \| 6e \| Yunus Emre Yılmaz \| Turquie \| Brisaspor \| + 18 s \| \| 7e \| Norman Vahtra \| Estonie \| Cycling Tartu \| + 20 s \| \| 8e \| Vadim Galeyev \| Kazakhstan \| Astana City \| + 20 s \| \| 9e \| Samir Jabrayilov \| Azerbaijan \| Synergy Baku Cycling Project \| + 20 s \| \| 10e \| Mikiel Habtom \| Érythrée \| Eritel \| + 20 s \| |                   |             |                              |                  |
| |                   |             |                              |                  |
| Source : ProCyclingStats |                   |             |                              |                  |
| Classement général |                   |             |                              |                  |
| Coureur | Coureur           | Pays        | Équipe                       | Temps            |
| 1er | Onur Balkan       | Turquie     | Torku Şekerspor              | 10 h 07 min 36 s |
| 2e | Batuhan Özgür     | Turquie     | Torku Şekerspor              | + 8 s            |
| 3e | Timur Malieiev    | Ukraine     | Lviv Cycling Team            | + 12 s           |
| 4e | Siarhei Papok     | Biélorussie | Minsk Cycling Club           | + 14 s           |
| 5e | Dylan Page        | Suisse      | Team Sapura Cycling          | + 16 s           |
| 6e | Yunus Emre Yılmaz | Turquie     | Brisaspor                    | + 18 s           |
| 7e | Norman Vahtra     | Estonie     | Cycling Tartu                | + 20 s           |
| 8e | Vadim Galeyev     | Kazakhstan  | Astana City                  | + 20 s           |
| 9e | Samir Jabrayilov  | Azerbaijan  | Synergy Baku Cycling Project | + 20 s           |
| 10e | Mikiel Habtom     | Érythrée    | Eritel                       | + 20 s           |

### Classements annexes

#### Classement par points
| Classement par points | Classement par points | Classement par points | Classement par points        | Classement par points |
| Coureur               | Coureur               | Pays                  | Équipe                       | Points                |
| --------------------- | --------------------- | --------------------- | ---------------------------- | --------------------- |
| 1er                   | Batuhan Özgür         | Turquie               | Torku Şekerspor              | 41 pts                |
| 2e                    | Siarhei Papok         | Biélorussie           | Minsk Cycling Club           | 38 pts                |
| 3e                    | Onur Balkan           | Turquie               | Torku Şekerspor              | 30 pts                |
| 4e                    | Dylan Page            | Suisse                | Team Sapura Cycling          | 27 pts                |
| 5e                    | Norman Vahtra         | Estonie               | Cycling Tartu                | 26 pts                |
| 6e                    | Vadim Galeyev         | Kazakhstan            | Astana City                  | 22 pts                |
| 7e                    | Nikolai Shumov        | Biélorussie           | Minsk Cycling Club           | 20 pts                |
| 8e                    | Maksim Sukhov         | Russie                | Marathon-Tula                | 18 pts                |
| 9e                    | Samir Jabrayilov      | Azerbaijan            | Synergy Baku Cycling Project | 17 pts                |
| 10e                   | Ahmet Örken           | Turquie               | Salcano Sakarya              | 16 pts                |

#### Classement du meilleur grimpeur
| Classement de la montagne | Classement de la montagne | Classement de la montagne | Classement de la montagne | Classement de la montagne |
| Coureur                   | Coureur                   | Pays                      | Équipe                    | Points                    |
| ------------------------- | ------------------------- | ------------------------- | ------------------------- | ------------------------- |
| 1er                       | Hanibal Tesfay            | Érythrée                  | Eritel                    | 6 pts                     |
| 2e                        | Artur Fedosseyev          | Kazakhstan                | Apple Team                | 6 pts                     |
| 3e                        | Jahir Pérez               | Colombie                  | Deprisa                   | 3 pts                     |
| 4e                        | Alexandr Ovsyannikov      | Kazakhstan                | Vino-Astana Motors        | 3 pts                     |
| 5e                        | Abdülkadir Kelleci        | Turquie                   |                           | 2 pts                     |
| 6e                        | Víctor Niño               | Colombie                  | Team Sapura Cycling       | 1 pt                      |

### Classements UCI
La course attribue aux coureurs le même nombre des points pour l'UCI Europe Tour 2018 et le Classement mondial UCI.
| Position           | 1er | 2e | 3e | 4e | 5e | 6e | 7e | 8e à 10e |  |  |  |  |  |  |  |  |  |
| Classement général | 40  | 30 | 25 | 20 | 15 | 10 | 5  | 3        |  |  |  |  |  |  |  |  |  |
| Par étape          | 7   | 3  | 1  |    |    |    |    |          |  |  |  |  |  |  |  |  |  |
| Leader, par étape  | 1   |    |    |    |    |    |    |          |  |  |  |  |  |  |  |  |  |